# Dycladia lydia
Dycladia lydia är en fjärilsart som beskrevs av Druce 1900. Dycladia lydia ingår i släktet Dycladia och familjen björnspinnare. Inga underarter finns listade i Catalogue of Life.